# Mouhcine Bouhlal
Mouhcine Bouhlal (ar. محسن بوهلال; ur. 22 marca 1970 w Rabacie, zm. 5 kwietnia 2025 tamże) – marokański piłkarz grający na pozycji obrońcy. W swojej karierze rozegrał 19 meczów w reprezentacji Maroka.

## Kariera klubowa
W swojej karierze piłkarskiej Bouhlal grał w klubie AS FAR Rabat.

## Kariera reprezentacyjna
W reprezentacji Maroka Bouhlal zadebiutował 19 sierpnia 1990 w wygranym 2:0 meczu kwalifikacji do Pucharu Narodów Afryki 1992 z Nigrem, rozegranym w Casablance. W 1992 roku był w kadrze Maroka na Igrzyska Olimpijskie w Barcelonie. W tym samym roku powołano go do kadry na Puchar Narodów Afryki 1992. Na tym turnieju zagrał w dwóch spotkaniach: grupowych z Kamerunem (0:1) i z Zairem (1:1). Od 1990 do 1996 rozegrał w kadrze narodowej 19 meczów.